# 拉德布鲁赫 (下萨克森)
拉德布鲁赫是德国下萨克森州的一个市镇。总面积22.54平方公里，总人口1991人，其中男性1009人，女性982人（2011年12月31日），人口密度88人/平方公里。